# Mistrzostwa Świata w Piłce Nożnej 1970 (eliminacje strefy CONCACAF)
W eliminacjach do Mistrzostw Świata w Piłce Nożnej 1970 strefy CONCACAF wzięło udział 12 reprezentacji narodowych.

## Zasady kwalifikacji
Drużyny zostały podzielone na 4 grupy po 3 drużyny. Grano systemem każdy z każdym, mecz i rewanż. Zwycięzcy grup awansowali do półfinałów, których zwycięzcy rozgrywali między sobą dwumecz finałowy.
Zwycięzca finału awansował do MŚ.

## Przebieg eliminacji

### Runda 1

#### Grupa 1
| LP | Drużyna   | Pkt | M | W | R | P | G+ | G– | +/− |
| -- | --------- | --- | - | - | - | - | -- | -- | --- |
| 1  | Honduras  | 7   | 4 | 3 | 1 | 0 | 7  | 2  | 5   |
| 2  | Kostaryka | 5   | 4 | 2 | 1 | 1 | 7  | 3  | 4   |
| 3  | Jamajka   | 0   | 4 | 0 | 0 | 4 | 2  | 11 | -9  |

| 27 listopada 1968 | Kostaryka · Leonel Hernandes 78' · Wolford Voughus 88' · Roy Acuna Saenz 89' | 3:00:0traport | Jamajka                                                | Stadion Narodowy Kostaryki San José Widzów: 14 940 Sędzia: Jorge Mendez Montes |
|                   | kartki: · Walter Elizondo Gomez                                              |               | kartki: · Henry Largie · Rudolph Pearce · Delroy Scott |                                                                                |

| 1 grudnia 1968 | Jamajka · Lacelles Dunkley 30'        | 1:31:2raport | Kostaryka · 17' Eduardo Chavarria · 34' Edgar Nunez · 62' Mario Vega Soloezado | Stadion Narodowy Kostaryki, San José Widzów: 11 273 Sędzia: Alfonso Gonzalez Archundia |
|                | kartki: · Evan Welsh · Rudolph Pearce |              | kartki: · Eduardo Chavarria                                                    |                                                                                        |

| 5 grudnia 1968 | Honduras · Jorge Elvir Urquia 18' · Donaldo Rosales 41' · Rafael Dick Worrior 56' | 3:12:0raport | Jamajka · 89' Evan Welsh | Estadio Nacional, Tegucigalpa Widzów: 7441 Sędzia: Lawrence King |
|                |                                                                                   |              |                          |                                                                  |

| 8 grudnia 1968 | Jamajka                      | 0:20:1raport | Honduras · 42' Marco Mendoza · 73' Reynaldo Mejia Ortega | Estadio Nacional, Tegucigalpa Widzów: 3577 Sędzia: Frank Lee |
|                | kartki: · Edward Dawkins 57' |              |                                                          |                                                              |

| 22 grudnia 1968 | Honduras · Rigoberto Gomez Murillo 32' | 1:0raport | Kostaryka                       | Estadio Nacional, Tegucigalpa Widzów: 8724 Sędzia: Michael Wuertz |
|                 |                                        |           | kartki: · Victor Calvo Palomino |                                                                   |

| 29 grudnia 1968 | Kostaryka · Eduardo Acuna Chavarria 40'            | 1:1raport | Honduras · 25' Donaldo Rosales | Stadion Narodowy Kostaryki, San José Widzów: 21 636 Sędzia: George Cumberbatch |
|                 | kartki: · Victor Calvo Palomino · Didier Gutierrez |           |                                |                                                                                |

1. 1 2  Reprezentacja Jamajki wszystkie mecze domowe rozgrywała na wyjeździe.

#### Grupa 2
| LP | Drużyna           | Pkt | M | W | R | P | G+ | G– | +/− |
| -- | ----------------- | --- | - | - | - | - | -- | -- | --- |
| 1  | Haiti             | 5   | 4 | 2 | 1 | 1 | 9  | 5  | 4   |
| 2  | Gwatemala         | 4   | 4 | 1 | 2 | 1 | 5  | 3  | 2   |
| 3  | Trynidad i Tobago | 3   | 4 | 1 | 1 | 2 | 4  | 10 | -6  |

| 17 listopada 1968 | Gwatemala · David Stokes 30' · Selwyn Murren 66' (sam.) · Tyrone De La Bastide 78' (sam.) · Nelson Melgar 88' | 4:01:0raport | Trynidad i Tobago     | Estadio Mateo Flores, Gwatemala Widzów: 26 845 Sędzia: Martin Araya Munoz |
|                   | |              | kartki: · Armin David |                                                                           |

| 20 listopada 1968 | Trynidad i Tobago          | 0:0raport | Gwatemala | Estadio Mateo Flores, Gwatemala Widzów: 16 215 Sędzia: Osorio Raul Castillo |
|                   | kartki: · Warren Archibald |           |           |                                                                             |

| 23 listopada 1968 | Trynidad i Tobago | 0:40:1raport | Haiti · 37' Claude Barthelemy · 56' Joseph Obas · 63', 84' Guy Saint-Vil | Stade Sylvio Cator, Port-au-Prince Widzów: 6368 Sędzia: Alfonso Segura Gamboa |
|                   |                   |              |                                                                          |                                                                               |

| 25 listopada 1968 | Haiti · Hugues Guillaume 23' · Philippe Vorbe 52' | 2:41:2raport | Trynidad i Tobago · 3', 73', 85' Warren Archibald · 42' Everald Cummings | Stade Sylvio Cator, Port-au-Prince Widzów: 2233 Sędzia: Alfonso Gonzalez Archundia |
|                   | kartki: · Frantz Gilles · Guy Saint Surin         |              | kartki: · Armin David                                                    |                                                                                    |

| 8 grudnia 1968 | Haiti · Jean Claude Desir 15' · Claude Barthelemy 45' | 2:0raport | Gwatemala | Stade Sylvio Cator, Port-au-Prince Widzów: 7755 Sędzia: Eladio Sibaja Molina |
|                |                                                       |           |           |                                                                              |

| 23 lutego 1969 | Gwatemala · Edgar González 21' | 1:11:0raport | Haiti · 64' Joseph Obas  | Estadio Mateo Flores, Gwatemala Widzów: 53 728 Sędzia: Adolphus Chaplin Kenneth |
|                | kartki: · Llijon Leon De Leon  |              | kartki: · Philippe Vorbe |                                                                                 |

1. 1 2  Reprezentacja Trynidadu i Tobago rozgrywała swoje mecze domowe na wyjeździe.

#### Grupa 3
| LP | Drużyna             | Pkt | M | W | R | P | G+ | G– | +/− |
| -- | ------------------- | --- | - | - | - | - | -- | -- | --- |
| 1  | Salwador            | 6   | 4 | 3 | 0 | 1 | 10 | 5  | 5   |
| 2  | Gujana Holenderska  | 4   | 4 | 2 | 0 | 2 | 10 | 9  | 1   |
| 3  | Antyle Holenderskie | 2   | 4 | 1 | 0 | 3 | 3  | 9  | 6   |

| 24 listopada 1968 | Gujana Holenderska · Paul Corte 11', 59' · Rudolf Schoonhoven 23', 39' · Roy Vanenburg 67', 73' | 6:03:0raport | Antyle Holenderskie | André Kamperveen Stadion, Paramaribo Widzów: 8000 Sędzia: Lawrence King |
|                   |                                                                                                 |              |                     |                                                                         |

| 1 grudnia 1968 | Salwador · Victor Manuel Azucar 33', 47' · Joel Estrada Valiente 53', 58' · Jose Quintanilla 69' · Salvador Flamenco Cabezas 81' | 6:01:0raport | Gujana Holenderska | Flor Blanca, San Salvador Widzów: 10 037 Sędzia: Lloyd de Gourville |
|                | |              |                    |                                                                     |

| 5 grudnia 1968 | Antyle Holenderskie · Wouter Brokke 60' · Antonio Martina 74' | 2:00:0raport | Gujana Holenderska | Complejo Deportivo Guillermo Prospero Trinidad, Oranjestad Widzów: 1592 Sędzia: Arthur King |
|                |                                                               |              |                    |                                                                                             |

| 12 grudnia 1968 | Salwador · Jose Quintanilla 75' | 1:00:0raport | Antyle Holenderskie | Flor Blanca, San Salvador Widzów: 12 205 Sędzia: John di Salvatore |
|                 |                                 |              |                     |                                                                    |

| 15 grudnia 1968 | Antyle Holenderskie · Antonio Martina 86' | 1:20:0raport | Salwador · 58' Juan Ramon Martinez · 83' Juan Francisco Barraza | Flor Blanca, San Salvador Widzów: 13 059 Sędzia: Lloyd de Gourville |
|                 |                                           |              |                                                                 |                                                                     |

| 22 grudnia 1968 | Gujana Holenderska · Jules Lagadeau 16', 21' · Stuart Oothuizen 43' · Edwin Schal 74' | 4:13:1raport | Salwador · 11' Victor Manuel Azucar | André Kamperveen Stadion, Paramaribo Widzów: 4327 Sędzia: Osmond Oliver Downer |
|                 |                                                                                       |              |                                     |                                                                                |

1. ↑  Rewanżowy mecz Antyli Holenderskich z Salwadorem został także rozegrany w Salwadorze.

#### Grupa 4
| LP | Drużyna           | Pkt | M | W | R | P | G+ | G– | +/− |
| -- | ----------------- | --- | - | - | - | - | -- | -- | --- |
| 1  | Stany Zjednoczone | 6   | 4 | 3 | 0 | 1 | 11 | 6  | 5   |
| 2  | Kanada            | 5   | 4 | 2 | 1 | 1 | 8  | 3  | 5   |
| 3  | Bermudy           | 1   | 4 | 0 | 1 | 3 | 2  | 12 | -10 |

| 6 października 1968 | Kanada · Johnny Kerr 16' · Tividar Vigh 20' · Sergio Zanatta 42', 77' | 4:03:0raport | Bermudy | Varsity, Toronto Widzów: 3432 Sędzia: Javier Galindo Segura |
|                     |                                                                       |              |         |                                                             |

| 17 października 1968 | Kanada · Ralph McPate 40', 68' · Norm Pattersen 79' · Tividar Vigh 89' (k) | 4:21:1raport | Stany Zjednoczone · 38' Willy Roy · 89' Siegfried Stritzl | Varsity, Toronto Widzów: 5959 Sędzia: Franz Figaroa |
|                      |                                                                            |              |                                                           |                                                     |

| 20 października 1968 | Bermudy | 0:0raport | Kanada | Stadion Narodowy, Hamilton Widzów: 5324 Sędzia: Theodorus Koetsier |
|                      |         |           |        |                                                                    |

| 26 października 1968 | Stany Zjednoczone · Dietrich Albrecht 50' | 1:00:0raport | Kanada | GA Stadium, Atlanta Widzów: 2727 Sędzia: Juan Soto Paris |
|                      |                                           |              |        |                                                          |

| 3 listopada 1968 | Stany Zjednoczone · Roger Millar 22', 63', 82' · Gerry Baker 25', 56' · Kenneth Cann 60' (sam.) | 6:22:1raport | Bermudy · 34' Winston Trott · 51' Clyde Best | Kansas Widzów: 2265 Sędzia: Felix Fingal |
|                  |                                                                                                 |              |                                              |                                          |

| 11 listopada 1968 | Bermudy | 0:2raport | Stany Zjednoczone · 8' (sam.) Rudolf Smith · 41' William Roy | Stadion Narodowy, Hamilton Widzów: 2942 Sędzia: Felipe Buergo Elcuaz |
|                   |         |           |                                                              |                                                                      |

### Runda 2
|  |                   |                   |           |           |           |   |       |       |       |       |       |       |
|  | Półfinały         | Półfinały         | Półfinały | Półfinały | Półfinały |   |       | Finał | Finał | Finał | Finał | Finał |
|  | Półfinały         | Półfinały         | Półfinały | Półfinały | Półfinały |   |       | Finał | Finał | Finał | Finał | Finał |
|  |                   |                   |           |           |           |   |       |       |       |       |       |       |
|  |                   |                   |           |           |           |   |       |       |       |       |       |       |
|  | Haiti             | Haiti             | 2         | 1         | 3         |   |       |       |       |       |       |       |
|  | Haiti             | Haiti             | 2         | 1         | 3         |   |       |       |       |       |       |       |
|  | Stany Zjednoczone | Stany Zjednoczone | 0         | 0         | 0         |   |       |       |       |       |       |       |
|  | Stany Zjednoczone | Stany Zjednoczone | 0         | 0         | 0         |   |       | Haiti | Haiti | 1     | 3     | 4 (0) |
|  |                   |                   |           |           |           |   |       | Haiti | Haiti | 1     | 3     | 4 (0) |
|  |                   |                   | Salwador  | Salwador  | 2         | 0 | 2 (1) |       |       |       |       |       |
|  | Honduras          | Honduras          | Salwador  | Salwador  | 2         | 0 | 2 (1) | 1     | 0     | 1 (2) |       |       |
|  | Honduras          | Honduras          |           |           |           |   |       |       |       | 1 (2) |       |       |
|  | Salwador          | Salwador          | 0         | 3         | 3 (3)     |   |       |       |       |       |       |       |
|  | Salwador          | Salwador          | 0         | 3         | 3 (3)     |   |       |       |       |       |       |       |
|  |                   |                   |           |           |           |   |       |       |       |       |       |       |

#### Półfinały
| 20 kwietnia 1969 | Haiti · Joseph Obas 8' · Guy Saint-Vil 54' | 2:01:0raport | Stany Zjednoczone | Stade Sylvio Cator, Port-au-Prince Widzów: 6917 Sędzia: Javier Galindo Segura |
|                  | kartki: · Rene Argelus                     |              |                   |                                                                               |

| 11 maja 1969 | Stany Zjednoczone | 0:1raport | Haiti · 43' Guy Saint-Vil | Qualcomm Stadium, San Diego Widzów: 4274 Sędzia: Keith Dunstan |
|              |                   |           |                           |                                                                |

Wygrane mecze: Stany Zjednoczone 0, Haiti 2; Awans:  Haiti.
| 8 czerwca 1969 | Honduras · Leonard Myvet Welch 89' | 1:00:0raport | Salwador | Estadio Nacional, Tegucigalpa Widzów: 17 827 Sędzia: Arturo Yamasaki Maldonado |
|                |                                    |              |          |                                                                                |

| 15 czerwca 1969 | Salwador · Juan Ramon Martinez 27' (k), 41' · Elmer Angel Acevedo 30' | 3:0raport | Honduras | Flor Blanca, San Salvador Widzów: 36 470 Sędzia: Walter Jose van Rosberg |
|                 |                                                                       |           |          |                                                                          |

Wygrane mecze: Salwador 1, Honduras 1. Rozegrano mecz dodatkowy
Mecz dodatkowy
| 27 czerwca 1969 | Salwador · Juan Ramon Martinez 10', 29' · Jose Antonio Quintanilla 101' | 3:2 (dog.)2:2, 2:1raport | Honduras · 19' José Cardona · 50' Rigoberto Gomez Murillo | Estadio Azteca, Meksyk Widzów: 15 326 Sędzia: Abel Aguilar Elizalde |
|                 | kartki: · Mauricio Manzano                                              |                          | kartki: · Reynaldo Mejia Ortega                           |                                                                     |

Awans:  Salwador po meczu dodatkowym.

#### Finał
| 21 września 1969 | Haiti · Joseph Obas 51' | 1:20:1raport | Salwador · 43' Elmer Angel Acevedo · 62' Mauricio Rodriguez | Stade Sylvio Cator, Port-au-Prince Widzów: 10 415 Sędzia: Arturo Yamasaki Maldonado |
|                  |                         |              |                                                             |                                                                                     |

| 28 września 1969 | Salwador                                                                                    | 0:3raport | Haiti · 19' Claude Barthelemy · 26' Jean Claude Desir · 30' Philippe Vorbe | Flor Blanca, San Salvador Widzów: 36 403 Sędzia: Abel Aguilar Elizalde |
|                  | kartki: · Roberto Rivas · Salvador Mariona · Jose Antonio Quintanilla · Juan Ramon Martinez |           | kartki: · Jean Claude Desir · Frantz Gilles                                |                                                                        |

Wygrane mecze: Salwador 1, Haiti 1. Rozegrano mecz dodatkowy.
Mecz dodatkowy
| 8 października 1969 | Haiti                  | 0:1 (dog.)0:0, 0:0raport | Salwador · 104' Juan Ramon Martinez | Independence Park, Kingston Widzów: 6742 Sędzia: Keith Dunstan |
|                     | kartki: · Guy Francois |                          | kartki: · Salvador Mariona          |                                                                |

Awans:  Salwador po meczu dodatkowym.